# Livet-sur-Authou

Livet-sur-Authou este o comună în departamentul Eure, Franța. În 1 ianuarie 2022 avea o populație de 165 de locuitori.